# Green Monster (automóvil)
Green Monster  fue el nombre de varios vehículos construidos por Art Arfons y su hermanastro Walt Arfons, que diseñaron desde dragsters hasta coches a reacción, ostentando brevemente en tres ocasiones el récord de velocidad en tierra durante 1964 y 1965.
El "Green Monster" que batió el récord estaba impulsado por el motor de reacción de un caza F-104 Starfighter con postcombustión de cuatro etapas.

## Primeros dragsters
El primer "Green Monster", fabricado en 1952 era un dragster de tres ruedas propulsado por un motor Oldsmobile de seis cilindros, y pintado con las sobras de la pintura de un tractor verde. Ed Piasczik (Paskey), locutor de la primera carrera en que corrieron, fue quien entre risas le dio este apodo: "Muchachos, aquí  viene el Monstruo Verde", nombre que pasó a denominar todas las creaciones de los Arfons. Este primer "monstruo" solo alcanzó 85 millas por hora (137 km/h), 20 millas por hora (30 km/h) más lento que el coche más rápido, pero en 1953 el Green Monster Número 2, un vehículo de 20-pies (6 m) y seis ruedas propulsado por un motor aeronáutico Allison V12, alcanzó las 100 millas por hora (160 km/h) en el cuarto de milla.
El Green Monster Número 2 fue pintado por la madre de Arfons imitando el aspecto de los cazas de la Segunda Guerra Mundial Curtiss P-40 Flying Tigers, con una boca abierta mostrando unos grandes dientes. La velocidad máxima del coche se estimó en 270 millas por hora (435 km/h), y podía alcanzar desde parado 140 millas por hora (225 km/h) en menos de diez segundos. Corriendo con neumáticos de automóvil normales, el coche  utilizaba cuatro ruedas en el eje trasero para poder transmitir la potencia del motor. En las primeras Series Mundiales de Dragsters disputadas en Lawrenceville, Illinois, marcó la velocidad máxima más alta en el cuarto de milla en 132.35 millas por hora (213.00 km/h), y finalmente un registro mundial de 145.16 mph (233.61 km/h).
Los coches posteriores tuvieron varios esquemas de pintura, donde el verde no fue necesariamente el color dominante. El Green Monster Número 6 se convirtió en el primer dragster en romper el registro de las 150 millas por hora (241 km/h) en el cuarto de milla. El Green Monster Número 11, el favorito de Art Arfons, superó las 191 millas por hora para batir a Don Garlits.
Arfons utilizó un motor de aviación Allison V1710 V12 en varios de sus "Monstruos Verdes". Este motor propulsaba el P-40 Warhawk así como muchas otras aeronaves, como el P-51 Mustang, el P-39 Airacobra, el P-38 Lightning, o el P-63 Kingcobra.
El Green Monster Número 5 realizó una gira por el Medio-Oeste y California, y participó en la Bakersfield Hot Rod Reunion en octubre de 2011.

## Récord de velocidad en tierra

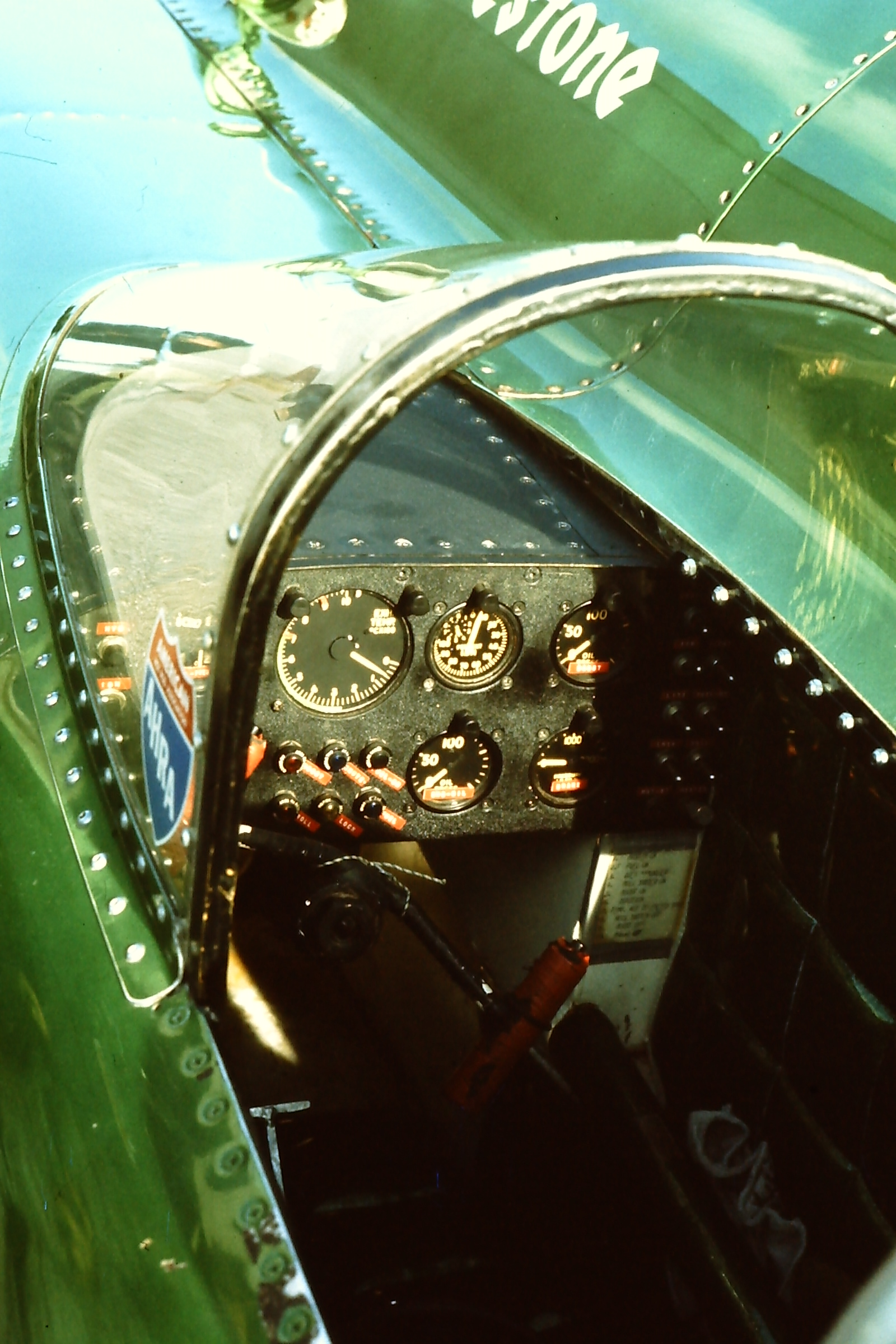
Puesto de conducción

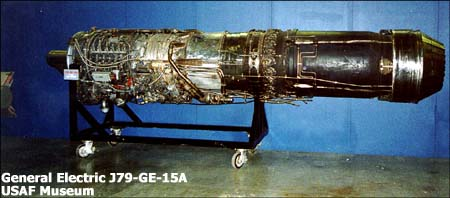
Reactor General Electric J79 exhibido en el museo de la USAF.

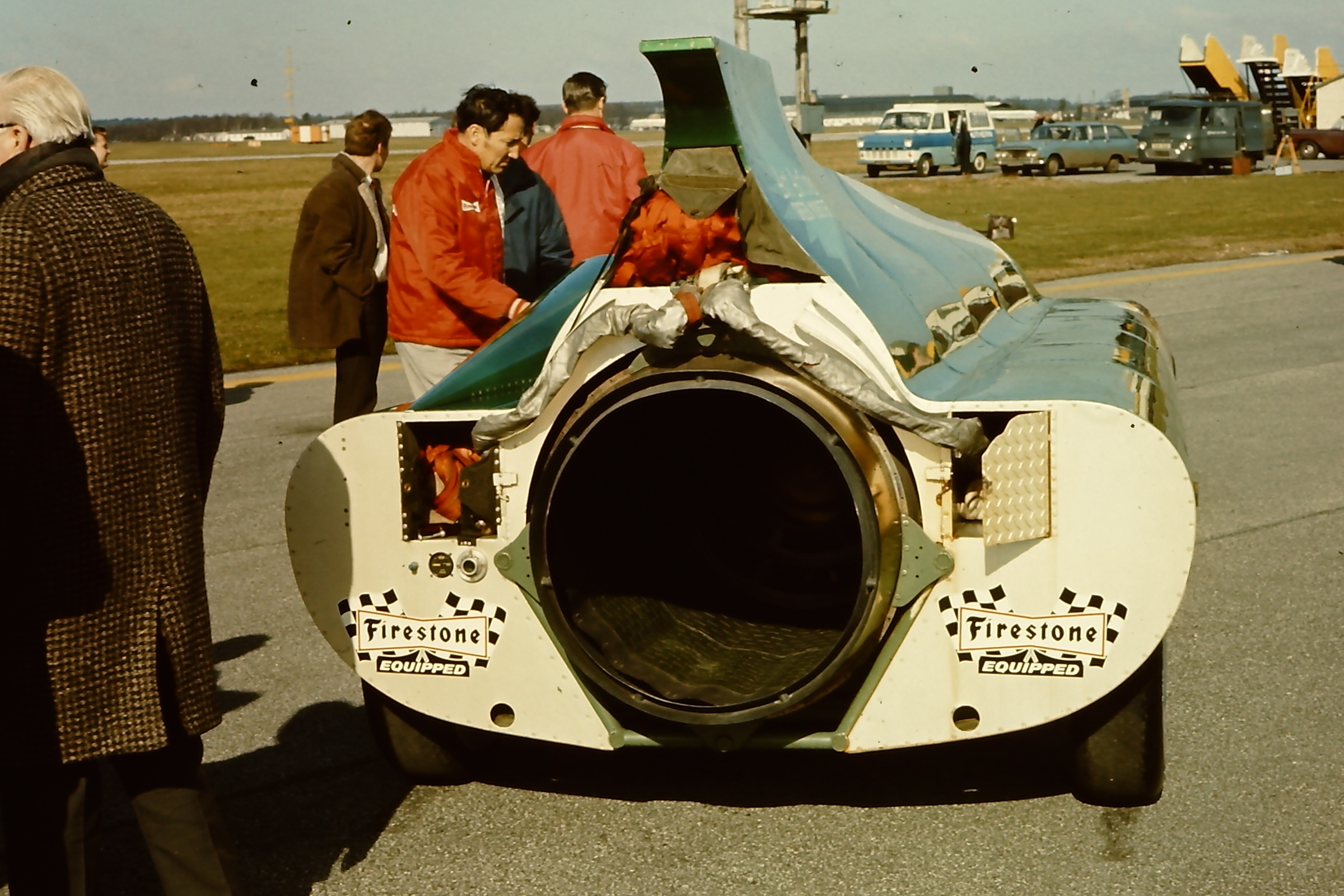
Parte posterior del Green Monster

Poco después, los hermanos Arfons se separaron, y cada cual se interesó en lograr el récord de velocidad en tierra absoluto por su cuenta.
El "más famoso" Green Monster fue impulsado por un reactor General Electric J79 que había pertenecido a un caza F-104 Starfighter, capaz de producir 17,500 lbf (78 kN) de empuje estático, con postquemador de cuatro etapas. Arfons se lo compró a un comerciante de chatarra por 600 dólares, y fue capaz de reconstruirlo, a pesar de las objeciones de General Electric y del gobierno de los EE. UU., y a pesar de que todos los manuales del motor estaban considerados como información clasificada.
El motor había sido desechado debido a una avería causada por un tornillo que atravesó la turbina. Art sustituyó 60 álabes de los aproximadamente 1000 del motor, retirando las hojas rotas y las simétricas (a 180 o  +/-120 grados para mantener el equilibrio de los rotores). Probó el reactor sujetándolo a los árboles de su jardín, un procedimiento que provocó las quejas de sus vecinos.
Este coche, pintado en rojo y azul, logró el récord de velocidad en tierra tres veces durante la cerrada competencia de los años 1964 y 1965, con medias de 434, 536 y 576 mph (698, 863, y 927 km/h) en la milla (a pesar de pinchar un neumático en la última carrera de récord). Compitió contra el Wingfoot Express (construido por su hermano Walt, quien no pudo pilotarlo por haber sufrido un accidente) y contra Craig Breedlove y su Spirit of America - Sonic 1, un vehículo a reacción de cuatro ruedas, que finalmente dejó el registro en 600.601 mph (966.574 km/h).
En 1966, Arfons regresó una vez más a Bonneville, pero logró una velocidad de solo 554.017 mph (891.604 km/h). En su séptima carrera, a las 8:03 a. m. del 17 de noviembre, Arfons estrelló su vehículo cuando circulaba a 610 mph (982 km/h) por el bloqueo de una rueda. Posteriormente construyó otro Green Monster para batir de nuevo el récord, pero finalmemte se lo vendió a un granjero de California, Slick Gardner, sin haberlo conducido.

## Vehículos posteriores
La preocupación de su esposa sobre los riesgos que suponía batir el récord absoluto de velocidad en tierra, llevó a Arfons a dar un giro a su carrera. Aplicó con gran éxito sus conocimientos sobre vehículos impulsados por reactores a una serie de tractores de tiro (tractor pulling) junto con su hijo e hija, y también los denominó "Green Monsters".
Aun así, en 1989, Arfons regresó a Bonneville con su Green Monster Número 27, un vehículo de dos ruedas con 1800-libras (820 kg) de peso, y 22 pies (7 m) de largo. El coche tuvo problemas a 350 millas por hora (563 km/h), y Arfons lo reconstruyó de forma menos radical con cuatro ruedas en 1990, pero solo pudo alcanzar 177, 308 y 338 millas por hora (285, 496, y 544 km/h). En 1991 lo intentó de nuevo, pero una vez más tuvo que abandonar por problemas de conducción.